# جيم ماسون
جيم ماسون (بالإنجليزية: Jim Mason)‏ هو لاعب كرة قاعدة أمريكي، ولد في 14 أغسطس 1950 في موبيل في الولايات المتحدة.

## وصلات خارجية
- جيم ماسون على موقعبيزبول رفرنس.كوم (الدوري الرئيسي) (الإنجليزية)
- جيم ماسون على موقعبيزبول رفرنس.كوم (الدوري الثانوي) (الإنجليزية)